# George Eaton
George Ross Eaton (ur. 12 listopada 1945 w Toronto) – kanadyjski kierowca wyścigowy. Zyskał sławę w Kanadzie, jako kierowca wielu serii wyścigowych. Ścigał się między innymi w Can-Am, Formule 5000 oraz w Formule 1.

## Kariera
- 1968–1970 – starty w serii Can-Am
- 1969 – Kanadyjska Formuła A
- 1969 i 1971 – Kontynentalna Formuła A
- 1969–1971 – Formuła 1

### Formuła 1
George wziął udział w 13 wyścigach Grand Prix F1 z czego nie zakwalifikował się do dwóch z nich. We wszystkich swoich sezonach reprezentował zespół BRM. Nigdy nie zdobył punktów w F1. Jego największym osiągnięciem w kwalifikacjach było 9. miejsce w GP Kanady 1970, najlepszym rezultatem było 10. miejsce w tymże wyścigu.

#### 1969
- Debiutuje w F1 podczas GP USA (niesklasyfikowany)
- Bierze udział jeszcze w GP Meksyku, ale również nie dojeżdża do mety.

#### 1970
- Został zgłoszony do 10 z 13 możliwych GP w sezonie.
- Nie zakwalifikował się do dwóch rund: w Hiszpanii i w Monako.
- Dojeżdża do mety tylko w trzech z ośmiu wyścigów, w których wystartował.

#### 1971
- Startuje tylko w GP Kanady na torze Mosport Park. W wyścigu zajmuje przedostatnie – 15. miejsce ze stratą siedmiu okrążeń do zwycięzcy – Jackie`go Stewart`a.